# John Butt
John Butt (Solihull, Reino Unido, 17 de noviembre de 1960) es un musicólogo, organista, clavecinista y director de orquesta británico. Es considerado un virtuoso y uno de los mayores especialistas en la música barroca, sobre todo la de Johann Sebastian Bach.

## Vida
Inició sus estudios musicales en su ciudad natal en la Solihull School. Entró en la Universidad de Cambridge en 1979 y estudió órgano en King's College, siendo alumno de Gillian Weir y Peter Hurford. Diplomado en 1982, realizó un trabajo de investigación en la Universidad, estudiando la notación de la articulación en las principales fuentes de obras de Johann Sebastian Bach. Esta investigación fue aprobada en 1987.

## Carrera
Ha impartido clase en la Universidad de Aberdeen en Escocia (Reino Unido), en el Magdalene College de Cambridge y ha sido profesor asistente de musicología y organista en la Universidad de California en Berkeley durante ocho años. En 1997, regresó a Inglaterra para entrar en la Universidad de Cambridge como director de estudios musicales del King's College.
Muy demandado como organista, como clavecinista y como director de orquesta , Butt ha actuado sobre todo en Gran Bretaña, Estados Unidos y Alemania.

## Publicaciones
John Butt ha publicado cuatro libros en las ediciones Cambridge University Press:
- Bach Interpretation (1990), una obra sobre la articulación en Bach.
- Un libro sobre la Misa en si menor (1991).
- Music Education and the Art of Performance (1994).
- Cambridge Companion to Bach (1997).

- Datos: Q6224150